# مرحلة خروج المغلوب من دوري أوروبا 2012–13
مرحلة خروج المغلوب من دوري أوروبا 2012–13 سوف تنطلق يوم 14 فبراير 2013 بلعب دور الـ32 وستنتهي يوم 19 مايو 2013 حين تلعب المباراة النهائية على أمستردام أرينا في أمستردام، هولندا.
الأوقات لغاية 30 مارس (دور الستة عشر) حسب توقيت وسط أوروبا (ت ع م+01:00)، بعد ذلك (ربع النهائي وما بعده) الأوقات حسب توقيت وسط أوروبا (ت ع م+02:00).

## مواعيد القرعات والمرحلة
سوف تقام جميع قرعات المرحلة في مقر الاتحاد الأوروبي لكرة القدم في نيون، سويسرا.
| الدور         | موعد القرعة               | المواجهة الأولى                           | المواجهة الثانية                          |
| ------------- | ------------------------- | ----------------------------------------- | ----------------------------------------- |
| دور الـ32     | 20 ديسمبر 2012، 14:00     | 14 فبراير 2013                            | 21 فبراير 2013                            |
| دور الستة عشر | 20 ديسمبر 2012، 14:00     | 7 مارس 2013                               | 14 مارس 2013                              |
| ربع النهائي   | 15 مارس 2013، 13:00       | 4 أبريل 2013                              | 11 أبريل 2013                             |
| نصف النهائي   | 12 أبريل 2013، تحدد لاحقا | 25 أبريل 2013                             | 2 مايو 2013                               |
| النهائي       | 12 أبريل 2013، تحدد لاحقا | 15 مايو 2013 على أمستردام أرينا، أمستردام | 15 مايو 2013 على أمستردام أرينا، أمستردام |

قد تلعب المباريات يوم الثلاثاء أو الأربعاء بدلاً من يوم الخميس المعتاد بسبب تضارب بالمواعيد المقررة.

## الشكل
تشمل مرحلة خروج المغلوب 32 فريق: الفرق ال24 التي أنهت دور المجموعات في أول مركزين في كل مجموعة والفرق الثمانية التي احتلت المركز الثالث في دور المجموعات من دوري أبطال أوروبا.

## الفرق المتأهلة
| مفاتيح الألوان         |
| ---------------------- |
| مصنف في قرعة دور الـ32 |
| غير مصنف في دور الـ32  |

| مجموعة | الفائز               | الوصيف               |
| ------ | -------------------- | -------------------- |
| A      | ليفربول              | أنجي محج قلعة        |
| B      | فيكتوريا بلزن        | أتلتيكو مدريد        |
| C      | فنربختشة             | بوروسيا مونشنغلادباخ |
| D      | بوردو                | نيوكاسل يونايتد      |
| E      | ستيوا بوخارست        | شتوتغارت             |
| F      | دنيبرو دنيبروبتروفسك | نابولي               |
| G      | جينك                 | بازل                 |
| H      | روبين كازان          | إنترناسيونالي        |
| I      | ليون                 | سبارتا براغ          |
| J      | لاتزيو               | توتنهام هوتسبر       |
| K      | ميتاليست خاركيف      | باير ليفركوزن        |
| L      | هانوفر 96            | ليفانتي              |

| أصحاب المركز الثالث في دور المجموعات من دوري أبطال أوروبا 2012–13 | أصحاب المركز الثالث في دور المجموعات من دوري أبطال أوروبا 2012–13 | أصحاب المركز الثالث في دور المجموعات من دوري أبطال أوروبا 2012–13 | أصحاب المركز الثالث في دور المجموعات من دوري أبطال أوروبا 2012–13 | أصحاب المركز الثالث في دور المجموعات من دوري أبطال أوروبا 2012–13 | أصحاب المركز الثالث في دور المجموعات من دوري أبطال أوروبا 2012–13 | أصحاب المركز الثالث في دور المجموعات من دوري أبطال أوروبا 2012–13 | أصحاب المركز الثالث في دور المجموعات من دوري أبطال أوروبا 2012–13 | أصحاب المركز الثالث في دور المجموعات من دوري أبطال أوروبا 2012–13 | أصحاب المركز الثالث في دور المجموعات من دوري أبطال أوروبا 2012–13 |
| مجموعة                                                            | فريق                                                              | نقاط                                                              | فرق                                                               | عليه                                                              | له                                                                | خ                                                                 | ت                                                                 | ف                                                                 | لعب                                                               |
| ----------------------------------------------------------------- | ----------------------------------------------------------------- | ----------------------------------------------------------------- | ----------------------------------------------------------------- | ----------------------------------------------------------------- | ----------------------------------------------------------------- | ----------------------------------------------------------------- | ----------------------------------------------------------------- | ----------------------------------------------------------------- | ----------------------------------------------------------------- |
| E                                                                 | تشيلسي                                                            | 10                                                                | 6+                                                                | 10                                                                | 16                                                                | 2                                                                 | 1                                                                 | 3                                                                 | 6                                                                 |
| H                                                                 | سي إف آر كلوج                                                     | 10                                                                | 2+                                                                | 7                                                                 | 9                                                                 | 2                                                                 | 1                                                                 | 3                                                                 | 6                                                                 |
| B                                                                 | أوليمبياكوس                                                       | 9                                                                 | 0                                                                 | 9                                                                 | 9                                                                 | 3                                                                 | 0                                                                 | 3                                                                 | 6                                                                 |
| G                                                                 | بنفيكا                                                            | 8                                                                 | 0                                                                 | 5                                                                 | 5                                                                 | 2                                                                 | 2                                                                 | 2                                                                 | 6                                                                 |
| C                                                                 | زينيت سانت بطرسبرغ                                                | 7                                                                 | 3−                                                                | 9                                                                 | 6                                                                 | 3                                                                 | 1                                                                 | 2                                                                 | 6                                                                 |
| F                                                                 | باتي بوريسوف                                                      | 6                                                                 | 6−                                                                | 15                                                                | 9                                                                 | 4                                                                 | 0                                                                 | 2                                                                 | 6                                                                 |
| A                                                                 | دينامو كييف                                                       | 5                                                                 | 4−                                                                | 10                                                                | 6                                                                 | 3                                                                 | 2                                                                 | 1                                                                 | 6                                                                 |
| D                                                                 | أياكس                                                             | 4                                                                 | 8−                                                                | 16                                                                | 8                                                                 | 4                                                                 | 1                                                                 | 1                                                                 | 6                                                                 |

قوانين الترتيب: 1. النقاط؛ 2. فارق الأهداف؛ 3. الأهداف المسجلة؛ 4. الأهداف المسجلة خارج ملعبه؛ 5. الانتصارات؛ 6. انتصارات خارج ملعبه؛ 7. معامل الأندية.

## دور الـ32
مباريات الذهاب ستلعب يوم 14 فبراير 2013، بينما تلعب مباريات الإياب يوم 21 فبراير 2013.
| فريق 1               | النتيجة | فريق 2               | المباراة 1 | المباراة 2 |
| -------------------- | ------- | -------------------- | ---------- | ---------- |
| باتي بوريسوف         | 1       | فنربختشة             | 14 فبراير  | 21 فبراير  |
| إنترناسيونالي        | 2       | سي إف آر كلوج        | 14 فبراير  | 21 فبراير  |
| ليفانتي              | 3       | أوليمبياكوس          | 14 فبراير  | 21 فبراير  |
| زينيت سانت بطرسبرغ   | 4       | ليفربول              | 14 فبراير  | 21 فبراير  |
| دينامو كييف          | 5       | بوردو                | 14 فبراير  | 21 فبراير  |
| باير ليفركوزن        | 6       | بنفيكا               | 14 فبراير  | 21 فبراير  |
| نيوكاسل يونايتد      | 7       | ميتاليست خاركيف      | 14 فبراير  | 21 فبراير  |
| شتوتغارت             | 8       | جينك                 | 14 فبراير  | 21 فبراير  |
| أتلتيكو مدريد        | 9       | روبين كازان          | 14 فبراير  | 21 فبراير  |
| أياكس                | 10      | ستيوا بوخارست        | 14 فبراير  | 21 فبراير  |
| بازل                 | 11      | دنيبرو دنيبروبتروفسك | 14 فبراير  | 21 فبراير  |
| أنجي محج قلعة        | 12      | هانوفر 96            | 14 فبراير  | 21 فبراير  |
| سبارتا براغ          | 13      | تشيلسي               | 14 فبراير  | 21 فبراير  |
| بوروسيا مونشنغلادباخ | 14      | لاتسيو               | 14 فبراير  | 21 فبراير  |
| توتنهام هوتسبر       | 15      | ليون                 | 14 فبراير  | 21 فبراير  |
| نابولي               | 16      | فيكتوريا بلزن        | 14 فبراير  | 21 فبراير  |

### المواجهة الأولى
| زينيت سانت بطرسبرغ | ضد | ليفربول |
| ------------------ | -- | ------- |
|                    |    |         |

| أنجي محج قلعة | ضد | هانوفر 96 |
| ------------- | -- | --------- |
|               |    |           |

| بوريسوف | ضد | فنربختشة |
| ------- | -- | -------- |
|         |    |          |

| ليفانتي | ضد | أوليمبياكوس |
| ------- | -- | ----------- |
|         |    |             |

| دينامو كييف | ضد | بوردو |
| ----------- | -- | ----- |
|             |    |       |

| باير ليفركوزن | ضد | بنفيكا |
| ------------- | -- | ------ |
|               |    |        |

| أياكس | ضد | ستيوا بوخارست |
| ----- | -- | ------------- |
|       |    |               |

| سبارتا براغ | ضد | تشيلسي |
| ----------- | -- | ------ |
|             |    |        |

| نابولي | ضد | فيكتوريا بلزن |
| ------ | -- | ------------- |
|        |    |               |

| إنترناسيونالي | ضد | سي إف آر كلوج |
| ------------- | -- | ------------- |
|               |    |               |

| نيوكاسل يونايتد | ضد | ميتاليست خاركيف |
| --------------- | -- | --------------- |
|                 |    |                 |

| شتوتغارت | ضد | جينك |
| -------- | -- | ---- |
|          |    |      |

| أتلتيكو مدريد | ضد | روبين كازان |
| ------------- | -- | ----------- |
|               |    |             |

| بازل | ضد | دنيبرو دنيبروبتروفسك |
| ---- | -- | -------------------- |
|      |    |                      |

| بوروسيا مونشنغلادباخ | ضد | لاتسيو |
| -------------------- | -- | ------ |
|                      |    |        |

| توتنهام هوتسبر | ضد | ليون |
| -------------- | -- | ---- |
|                |    |      |

ملاحظات
ملاحظة 1: أنجي محج قلعة سوف يلعب مبارياته البيتية على ملعب لوزنيكي، موسكو بدلاً من ملعبه الاعتيادي، ملعب دينامو، محج قلعة، بسبب الظروف الأمنية التي تحيط بمدينة محج قلعة في جمهورية داغستان المتمتعة بالحكم الذاتي.
ملاحظة 2: باتي بوريسوف سوف يلعب مباراته البيتية على ملعب نيمان، غرودنو بدلاً من ملعبه الاعتيادي، ملعب هارادسكي، باريساو.

### المواجهة الثانية
| روبين كازان | ضد | أتلتيكو مدريد |
| ----------- | -- | ------------- |
|             |    |               |

| سي إف آر كلوج | ضد | إنترناسيونالي |
| ------------- | -- | ------------- |
|               |    |               |

| ميتاليست خاركيف | ضد | نيوكاسل يونايتد |
| --------------- | -- | --------------- |
|                 |    |                 |

| جينك | ضد | شتوتغارت |
| ---- | -- | -------- |
|      |    |          |

| دنيبرو دنيبروبتروفسك | ضد | بازل |
| -------------------- | -- | ---- |
|                      |    |      |

| لاتسيو | ضد | بوروسيا مونشنغلادباخ |
| ------ | -- | -------------------- |
|        |    |                      |

| ليون | ضد | توتنهام هوتسبر |
| ---- | -- | -------------- |
|      |    |                |

| فنربختشة | ضد | باتي بوريسوف |
| -------- | -- | ------------ |
|          |    |              |

| أوليمبياكوس | ضد | ليفانتي |
| ----------- | -- | ------- |
|             |    |         |

| ليفربول | ضد | زينيت سانت بطرسبرغ |
| ------- | -- | ------------------ |
|         |    |                    |

| بوردو | ضد | دينامو كييف |
| ----- | -- | ----------- |
|       |    |             |

| بنفيكا | ضد | باير ليفركوزن |
| ------ | -- | ------------- |
|        |    |               |

| ستيوا بوخارست | ضد | أياكس |
| ------------- | -- | ----- |
|               |    |       |

| هانوفر 96 | ضد | أنجي محج قلعة |
| --------- | -- | ------------- |
|           |    |               |

| تشيلسي | ضد | سبارتا براغ |
| ------ | -- | ----------- |
|        |    |             |

| فيكتوريا بلزن | ضد | نابولي |
| ------------- | -- | ------ |
|               |    |        |

ملاحظات
ملاحظة 3: روبين كازان سوف يلعب مباراته البيتية على ملعب لوزنيكي، موسكو بدلاً من ملعبه الاعتيادي، ملعب تسينرالني، قازان.
ملاحظة 4: ستيوا بوخارست سوف يلعب مباراته البيتية على أرينا ناتسيونالا، بوخارست بدلاً من ملعبه الاعتيادي، ملعب ستيوا، بوخارست.

## دور الستة عشر
مباريات الذهاب ستلعب يوم 7 مارس 2013، بينما تلعب مباريات الإياب يوم 14 مارس 2013.
| فريق 1                       | النتيجة | فريق 2                             | المباراة 1 | المباراة 2 |
| ---------------------------- | ------- | ---------------------------------- | ---------- | ---------- |
| نابولي أو فيكتوريا بلزن      | 1       | باتي بوريسوف أو فنربختشة           | 7 مارس     | 14 مارس    |
| باير ليفركوزن أو بنفيكا      | 2       | دينامو كييف أو بوردو               | 7 مارس     | 14 مارس    |
| أنجي محج قلعة أو هانوفر 96   | 3       | نيوكاسل يونايتد أو ميتاليست خاركيف | 7 مارس     | 14 مارس    |
| شتوتغارت أو جينك             | 4       | بوروسيا مونشنغلادباخ أو لاتسيو     | 7 مارس     | 14 مارس    |
| توتنهام هوتسبر أو ليون       | 5       | إنترناسيونالي أو سي إف آر كلوج     | 7 مارس     | 14 مارس    |
| ليفانتي أو أوليمبياكوس       | 6       | أتلتيكو مدريد أو روبين كازان       | 7 مارس     | 14 مارس    |
| بازل أو دنيبرو دنيبروبتروفسك | 7       | زينيت سانت بطرسبرغ أو ليفربول      | 7 مارس     | 14 مارس    |
| أياكس أو ستيوا بوخارست       | 8       | سبارتا براغ أو تشيلشس              | 7 مارس     | 14 مارس    |

## وصلات خارجية
- دوري أوروبا (الموقع الرسمي)